# Cartel de Santa
Cartel de Santa ist eine der ersten Hip-Hop-Bands Mexikos. Sie wurde 1996 in Santa Catarina, Mexiko gegründet. Zur Band gehören Babo (MC), Dharius (1999 bis 2013; MC) und Rowan Rabia (Gitarre und Keyboard).

## Diskografie
- 2002: Cartel de Santa, Bertelsmann Music Group
- 2004: Vol. II
- 2006: Volumen Prohibido, Sony BMG
- 2008: Vol. IV
- 2010: Síncopa, Sony Music
- 2012: Me Atizó Macizo Tour en vivo desde el D.F.
- 2014: Golpe Avisa
- 2016: Viejo Marihuano